# Schisandra grandiflora
Schisandra grandiflora  (лат.) — вид двудольных растений рода Лимонник (Schisandra) семейства Лимонниковые (Schisandraceae). Впервые описан датско-британским ботаником Натаниэлом Валлихом под таксономическим названием Kadsura grandiflorabasionym; перенесён Джозефом Долтоном Гукером и Томасом Томсоном в состав рода Schisandra в 1872 году.

## Распространение и среда обитания
Известен из Китая (Тибетский автономный район), Непала, севера Индии и Бутана.
Растёт в широколиственных, хвойных и смешанных лесах и среди зарослей.

## Ботаническое описание
Все побеги голые.
Листья почти эллиптические, бумажные, с клиновидным основанием и заострённой вершиной.
Цветки раздельнополые, белого, кремово-белого или розоватого цвета.
Семена гладкие.
Цветёт с апреля по июнь, плодоносит с июня по октябрь.
Число хромосом — 2n=14.

## Значение
Плоды съедобны, в связи с чем Schisandra grandiflora выращивается как плодовая культура.

## Синонимы
Синонимичные названия:
- Kadsura grandiflora Wall.
- Sphaerostema grandiflorum (Wall.) Blume